# Tobal No. 1
Tobal No. 1 (トバルNo.1?, Tobaru Nanbā Wan) è un videogioco di genere picchiaduro pubblicato nel 1996 in Giappone da Square per PlayStation. Il gioco ha ricevuto un seguito dal titolo Tobal 2.
Il character design di Tobal è Akira Toriyama. Nella versione americana e giapponese del gioco era inclusa una demo di Final Fantasy VII.

## Modalità di gioco
In Tobal è possibile controllare uno dei 12 personaggi giocanti, otto dei quali disponibili inizialmente, in una delle quattro modalità di gioco.

### Personaggi
Personaggi giocanti
- Chuji Wu
- Gren Kutz
- Epon
- Oliems
- Fei Pusu
- Hom
- Ill Goga
- Mary Ivonskaya

Boss
- Nork
- Mufu
- Emperor Udan

I boss sono tre dei quattro personaggi sbloccabili, sebbene il primo sia disponibile solamente nella versione ridotta denominata Snork. A questi si aggiunge il robot Toriyama Robo, avatar di Akira Toriyama.